# Puerta de la Ribera (Ceuta)
La Puerta de la Ribera es una puerta del siglo XVI situada en la ciudad española de Ceuta.

## Descripción
Está situado en la Plaza de África, y por ella se llega a la Playa de la Ribera de Ceuta, es un BIC.  
La puerta propiamente está compuesta de un de arco de medio punto, encajado en  una oquedad cuadrada flanqueada por dos pilastras de orden toscano que llevan hasta una cornisa tras la que se sitúa un pretil, con otra cornisa, sin coronamiento.En este pretil se sitúa un escudo del Reino de Portugal labrado en piedra blanca, que como otros elementos de su pórtico pertenecen a la desaparecida Puerta  de San Luis, que le fueron agregados con posterioridad. 
La puerta conduce a un pasillo abovedado que lleva también a una escalera y otro pasillo que cruzando por debajo de la Avenida Martínez Catena, lleva a Playa de la Ribera.